# ウィリアム・アダムソン

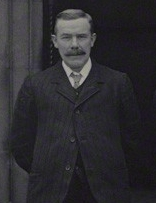
ウィリアム・アダムソン

ウィリアム・アダムソン（英語: William Adamson、1863年4月2日 - 1936年2月23日）はスコットランドの労働運動家、政治家。労働党党首（1917年 - 1921年）、スコットランド担当大臣（1924年、1929年 - 1931年）などを歴任。

## 略歴
ファイフのダンファームリン生まれ。地元の小学校を卒業後鉱夫として働き、全国鉱山労働者組合に加入。1902年から1908年までファイフ・キンロス・クラクマナン鉱夫組合の副書記長を務める。
1910年1月イギリス総選挙で労働党候補としてウェスタン・ファイフ選挙区から出馬、4,376票（得票数2位）で落選した。同年12月の総選挙で再び出馬して、6,128票で自由党の現職議員ジョン・ディーンス・ホープを破って当選した。1917年から1921年にかけて労働党党首となる。この間1918年には枢密院、1924年スコットランド担当大臣に就任、1929年から1931年までラムゼイ・マクドナルドを首班とする労働党連立政権下で同大臣を再任する。
しかし、挙国一致内閣成立以後マクドナルドと袂を分かち、1931年の選挙で落選の憂き目に遭う。1935年の選挙に再度出馬するも当選には至らなかった。
1936年2月23日死去。72歳。